# Astyanax fasciatus
Astyanax fasciatus és una espècie de peix de la família dels caràcids i de l'ordre dels caraciformes.

## Morfologia
- Els mascles poden assolir 16,8 cm de llargària total i 69,7 g de pes.[5][6]

## Alimentació
Menja peixets.

## Depredadors
És depredat pel ratpenat pescador gros (Noctilio leporinus).

## Hàbitat
Viu en rius i rierols sense corrents forts i de clima subtropical (entre 20 °C-25 °C).

## Distribució geogràfica
Es troba des de Mèxic fins a l'Argentina.

## Ús gastronòmic
La seua carn és saborosa però amb un munt d'espines.